# HD 56618
HD 56618，又名CD-27 3852，SAO 173360、HR 2766，是一颗恒星，视星等为4.64，位于銀經240.58，銀緯-7.3，其B1900.0坐标为赤經7h 12m 34.4s，赤緯-27° -7.3′ 16″。